# Amiibo
Amiibo는 닌텐도에서 발매되는 비디오 게임에 연동되는 주변기기이다. 또한 Amiibo는 근거리 무선 통신 (NFC) 기능을 내장하고 있다. 캐릭터 피규어, 카드 형태 등으로 존재한다. Wii U 게임패드, 뉴 닌텐도 3DS, 닌텐도 3DS NFC 리더/라이터, 닌텐도 스위치 조이콘 (R)에 터치하여 캐릭터가 게임에 등장하고 성장하는 등 다양한 형태로 게임이 이어진다.